# Carli Snyder
Carli Anne Snyder (ur. 30 kwietnia 1996 w Macomb) – amerykańska siatkarka, reprezentantka Stanów Zjednoczonych, grająca na pozycji przyjmującej.

## Sukcesy klubowe
Liga uniwersytecka - Southeastern Conference:
- 2017[8]
- 2018

Liga uniwersytecka - NCAA:
- 2017[9]

## Sukcesy reprezentacyjne
Mistrzostwa Ameryki Północnej, Środkowej i Karaibów Kadetek:
- 2012

## Nagrody indywidualne
- 2012: MVP Mistrzostw Ameryki Północnej, Środkowej i Karaibów Kadetek[10]